# Donja Livadica
Donja Livadica (en serbe cyrillique : Доња Ливадица) est une localité de Serbie située dans la municipalité de Velika Plana, district de Podunavlje. Au recensement de 2011, elle comptait 1 645 habitants.
Donja Livadica est officiellement classée parmi les villages de Serbie.

## Démographie

### Évolution historique de la population
| 1948  | 1953  | 1961  | 1971  | 1981  | 1991  | 2002  | 2011  |
| ----- | ----- | ----- | ----- | ----- | ----- | ----- | ----- |
| 2 700 | 2 851 | 2 856 | 2 740 | 2 766 | 2 582 | 2 053 | 1 645 |

|  |